# Blauflügelige Ödlandschrecke

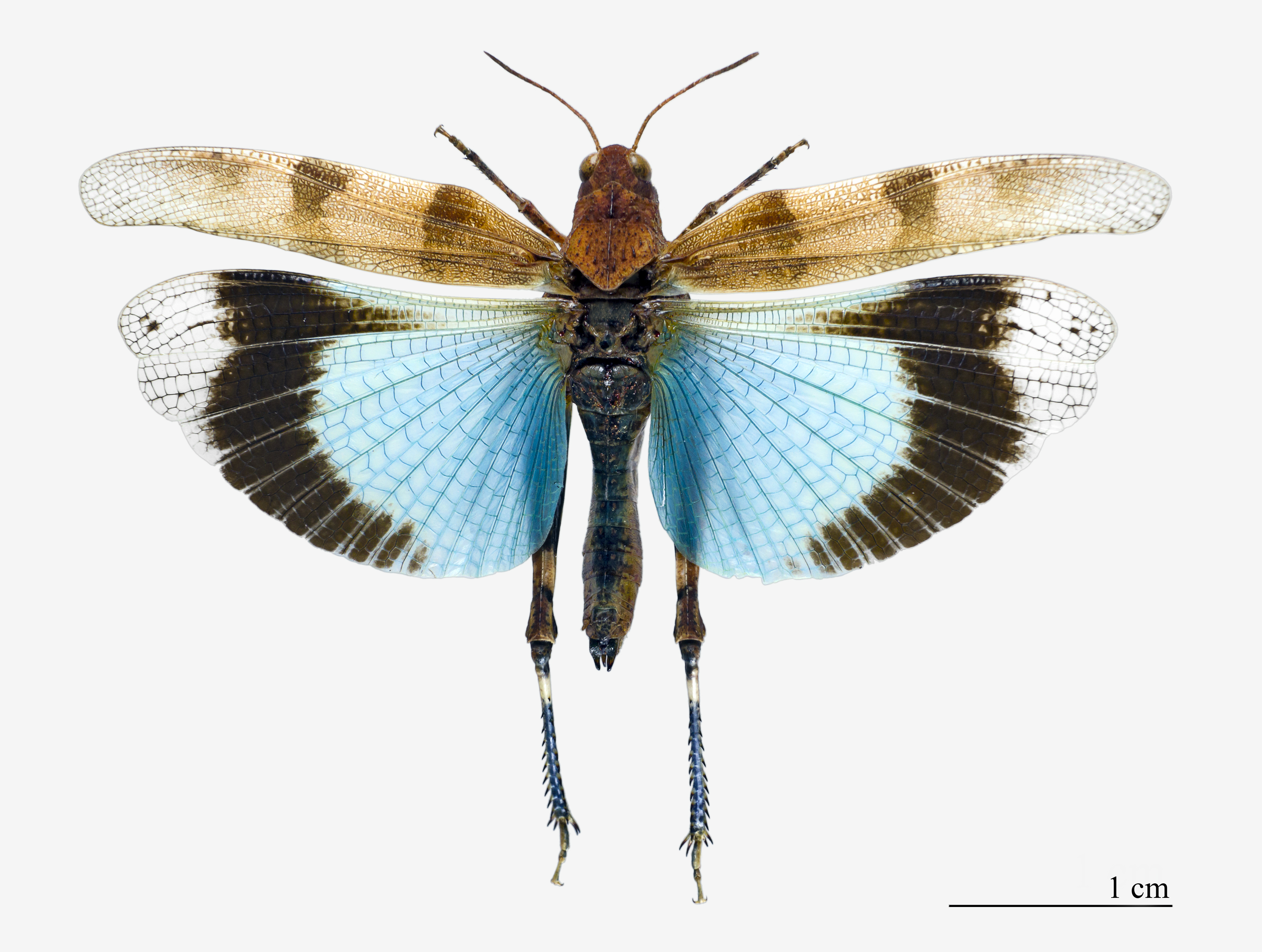
Hinterflügel von Oedipoda caerulescens mit blau-transparenter Färbung und dunkler Querbinde

Die Blauflügelige Ödlandschrecke (Oedipoda caerulescens) ist eine Art der Ödlandschrecken (Oedipodinae) innerhalb der Kurzfühlerschrecken (Caelifera). Namensgebend sind die blaue Flügelzeichnung der Tiere sowie ihre Vorliebe für trockene und vegetationsarme Lebensräume.

## Merkmale
Die Männchen der Blauflügeligen Ödlandschrecke erreichen eine Körpergröße von 13 bis 23 Millimetern, die Weibchen werden zwischen 20 und 29 Millimeter groß und damit deutlich größer als die Männchen. Der Brustabschnitt (Thorax) ist kräftig und der Hinterleib (Abdomen) relativ schlank. Die Tiere haben lange und schmale Flügel sowie relativ kurze, dafür kräftige Sprungbeine.
Die Grundfarbe der Tiere ist wie bei den anderen Arten der Gattung Oedipoda ein fein bis gröber marmoriertes Graubraun, wobei die Art sehr farb- und mustervariabel ist. Die Farbe kann dabei von einem hellen Grau bis fast schwarz reichen, auch ocker- und rotbraune Färbungen sind häufig zu finden. Es handelt sich hier um eine Anpassung an den Untergrund, die schrittweise bei den einzelnen Larvenhäutungen ausgebildet wird, aber auch erwachsene Tiere sind noch zu einem Farbwechsel fähig. Die Deckflügel und auch die Hinterbeine weisen zwei bis drei breite dunklere Streifen auf, die bei sehr hellen und auch sehr dunklen Exemplaren undeutlicher werden. Das auffälligste Merkmal ist die blau-transparente Färbung der Hinterflügel, die eine dunkle Querbinde enthält. Bei der sehr nahe verwandten Rotflügeligen Ödlandschrecke (Oedipoda germanica) ist diese Flügelzeichnung leuchtend rot. Auch die Schienen (Tibien) der Hinterbeine können eine leichte Blaufärbung aufweisen. Die Blauflügelige Sandschrecke ist insbesondere an der Form des Halsschildes und der Hinterschenkel zu unterscheiden.

Farbvarianten
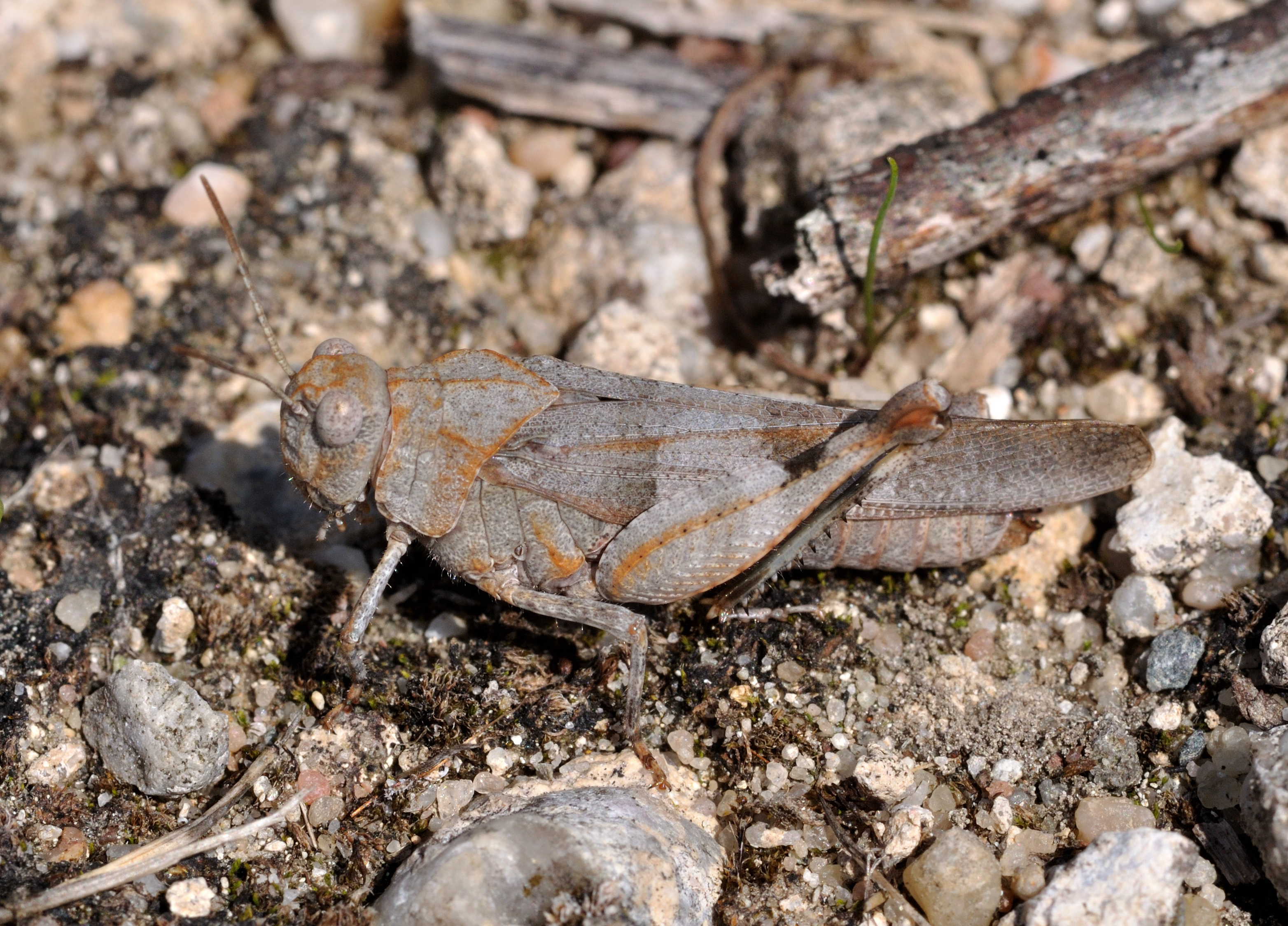
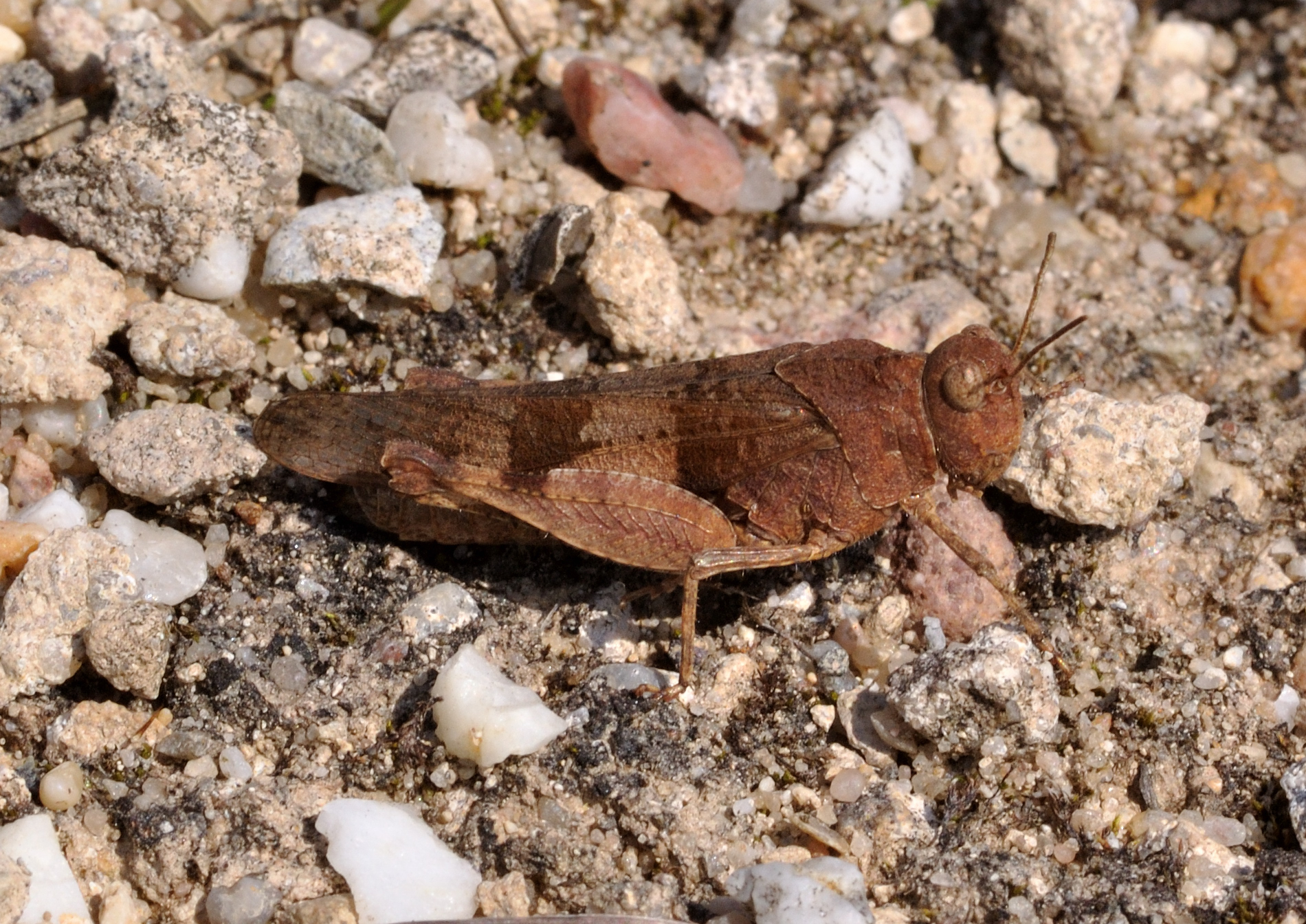
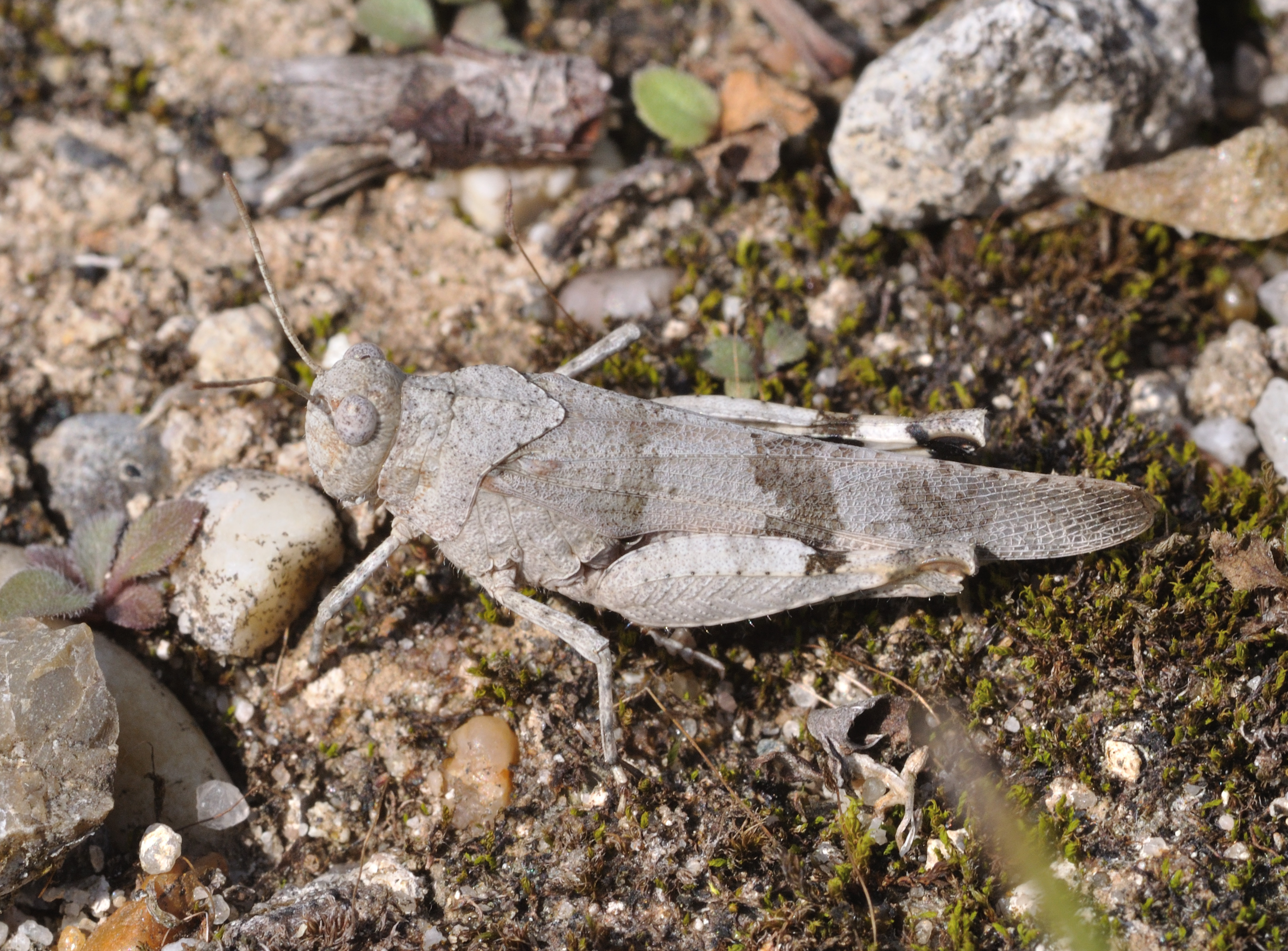
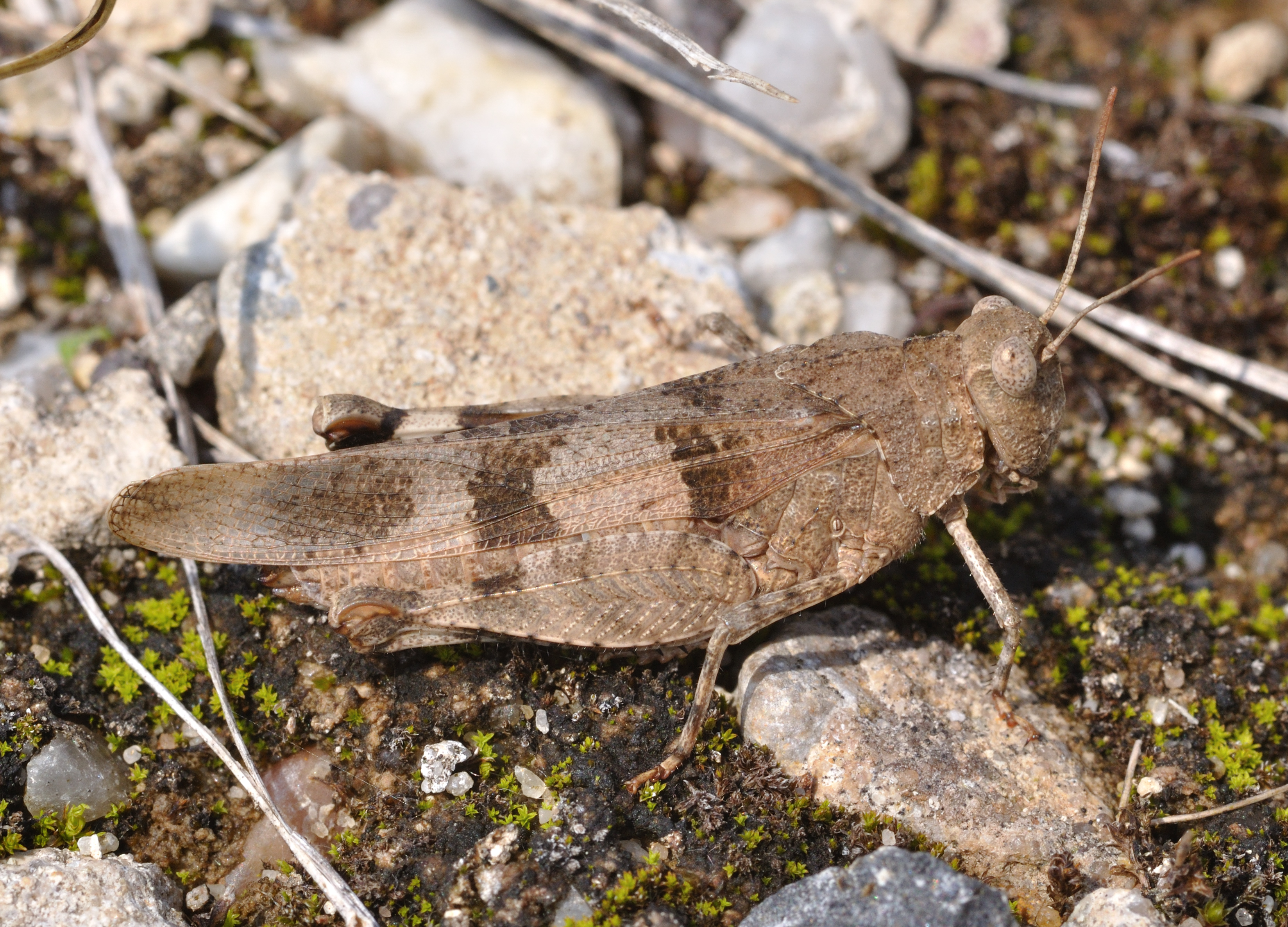

## Verbreitung und Lebensraum
Diese Art ist die am weitesten verbreitete Art der Gattung Oedipoda in Europa. Ihr Verbreitungsgebiet umfasst den gesamten Mittelmeerraum und den europäischen Kontinent bis zu einer nördlichen Verbreitungsgrenze in Norddeutschland, isolierte Populationen gibt es aber noch in Dänemark und Südschweden. Auf den Britischen Inseln ist sie nicht heimisch, nach Osten reicht die Verbreitung möglicherweise bis in die Mongolei. In Deutschland ist sie im Süden häufiger anzutreffen, im Nordwesten fehlt sie in großen Gebieten und ist nur auf sonnenexponierten Flächen zu finden. Im Bereich von Aachen wurde 1987 eine Population auf einer Bergehalde des Steinkohleabbaus entdeckt, in der seit den 1930er Jahren ein Schwelbrand existiert, der die Halde trocken und warm hält. In der Niederlausitz ist sie ein häufiger Gast auf Heideflächen und im Umfeld der Braunkohlentagebaue bzw. von deren Restlöchern. In der Schweiz und in Österreich kommt sie lokal vor. Sie ist in ganz Europa geschützt und wird in der Roten Liste der Schweiz als potentiell gefährdet eingestuft. In Deutschland ist sie auf der Vorwarnliste.
Die Tiere bevorzugen trockenwarme Kahl- und Ödlandflächen mit sehr spärlicher Vegetation wie sie etwa auf Trockenrasen, in Sandgruben oder Kiesflächen zu finden sind. Manchmal sind sie auch auf sehr kleinen Kahlflecken anzutreffen, diese müssen jedoch durch eine Kahlschneise erreichbar sein, etwa eine Fahrrinne oder einen Sand- oder Trockenstreifen. Sie können durch die Wanderung über diese Schneisen ihren Aktionsradius und Lebensraum sehr stark ausweiten, vor allem im Hochsommer, wo durch vertrocknende Vegetation weitere Kahlflächen entstehen. Bei stabilen Lebensraumbedingungen bleiben sie allerdings sehr ortstreu.

## Lebensweise
Wie die anderen Ödlandschrecken ist die Blauflügelige Ödlandschrecke vor allem an das Leben auf dem Boden angepasst und bewegt sich fast ausschließlich gehend fort. Ihre Kletterfähigkeit ist auf das Übersteigen kleinerer Gegenstände beschränkt, vertikale Pflanzenstrukturen erklimmen sie fast nie. Aus dem Grunde meiden sie dichter stehende Vegetation und halten sich auf Kahlflächen auf. Sie können allerdings auch sehr gut fliegen, nutzen dies meistens jedoch nur für Strecken von etwa 10 Metern und landen nach ihren Flügen wiederum auf entsprechenden Kahlflächen. Sie ernährt sich von kleineren Pflanzen auf den Kahlflächen und am Rand derselben. In Fütterungsversuchen wurden keine Nahrungspräferenzen für bestimmte Pflanzen festgestellt, es wurden im Freiland auch Tiere beim Befressen von Aas beobachtet.
Das Fluchtverhalten der Ödlandschrecken ist einzigartig unter den Springschrecken. Sie verlassen sich weitestgehend auf ihre Tarnung durch die Färbung und ducken sich entsprechend als Fluchtreflex auf den Boden statt, wie andere Schrecken, wegzuspringen. Erst bei einer sehr geringen Fluchtdistanz springen sie ab und fliegen einige Meter. Kurz vor der Landung schlagen sie einen scharfen Haken und nach der Landung ducken sie sich erneut in der Nähe von Steinen oder anderen Strukturen. In Experimenten konnte außerdem nachgewiesen werden, dass sich die Ödlandschrecken bevorzugt auf solchem Untergrund aufhalten, der ihrer Färbung entspricht.

## Paarungsverhalten und Eiablage

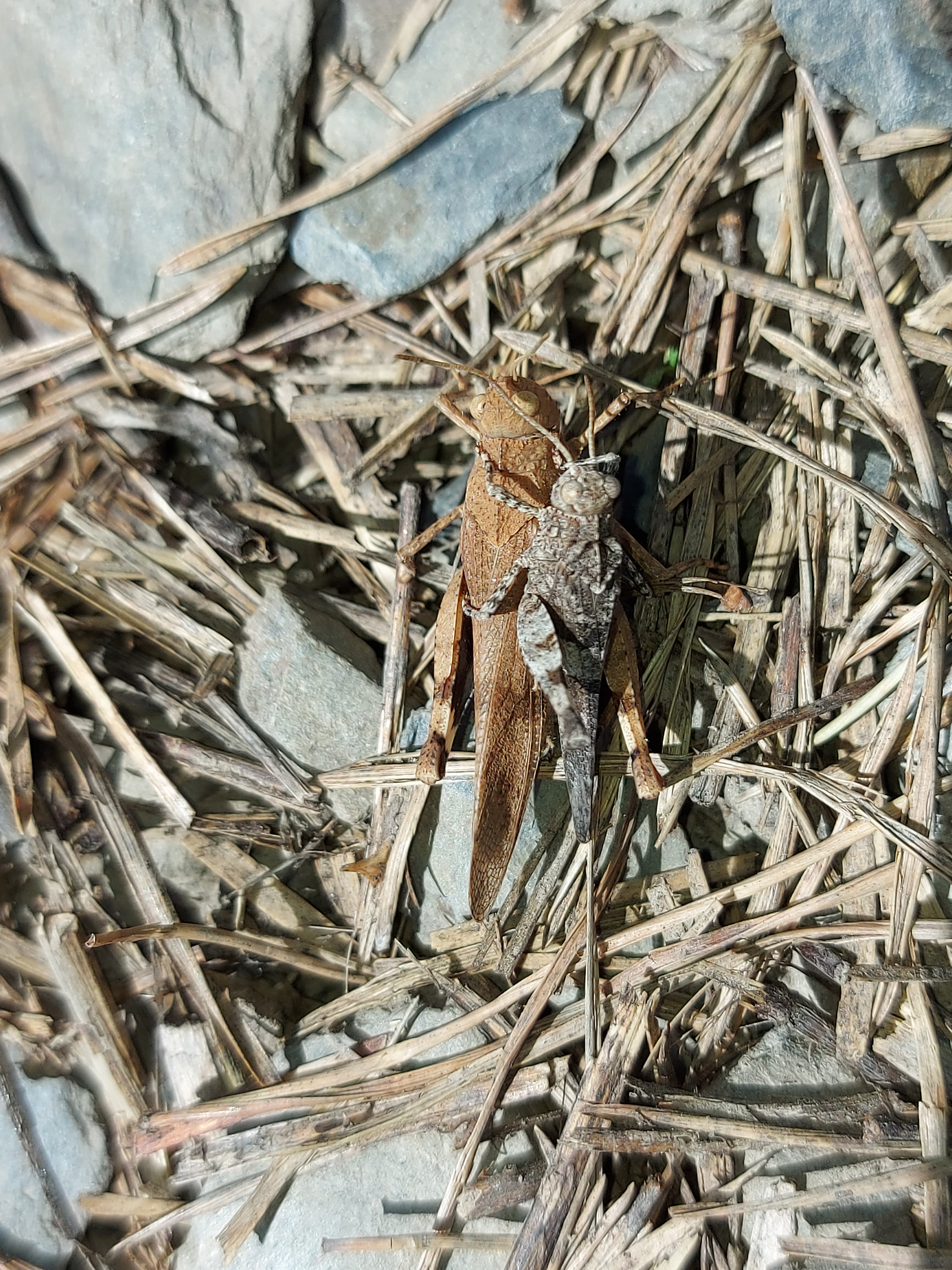
Männchen beim Besteigen des Weibchens

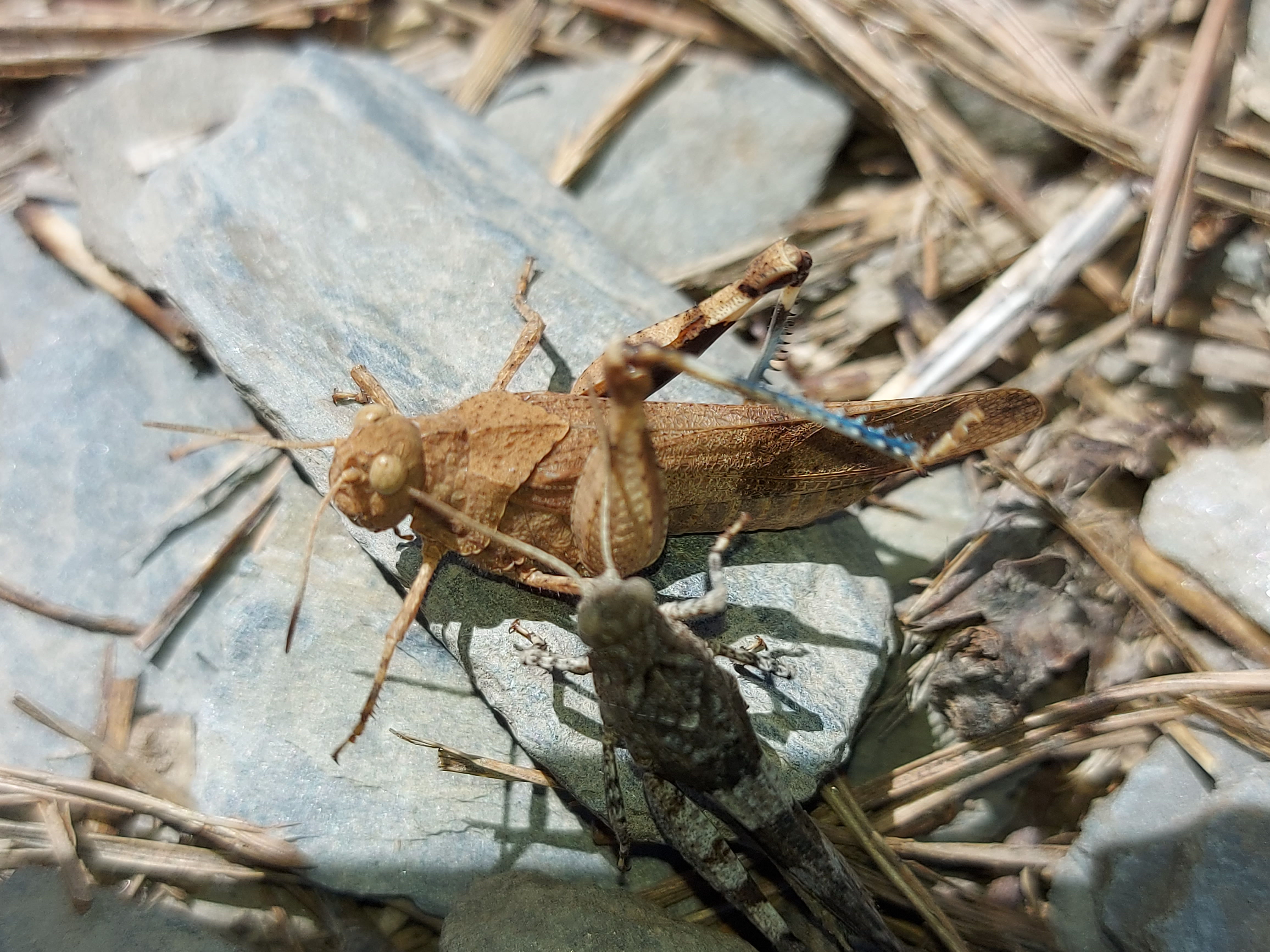
Abwehr des Männchens mit den Hinterbeinen des Weibchens

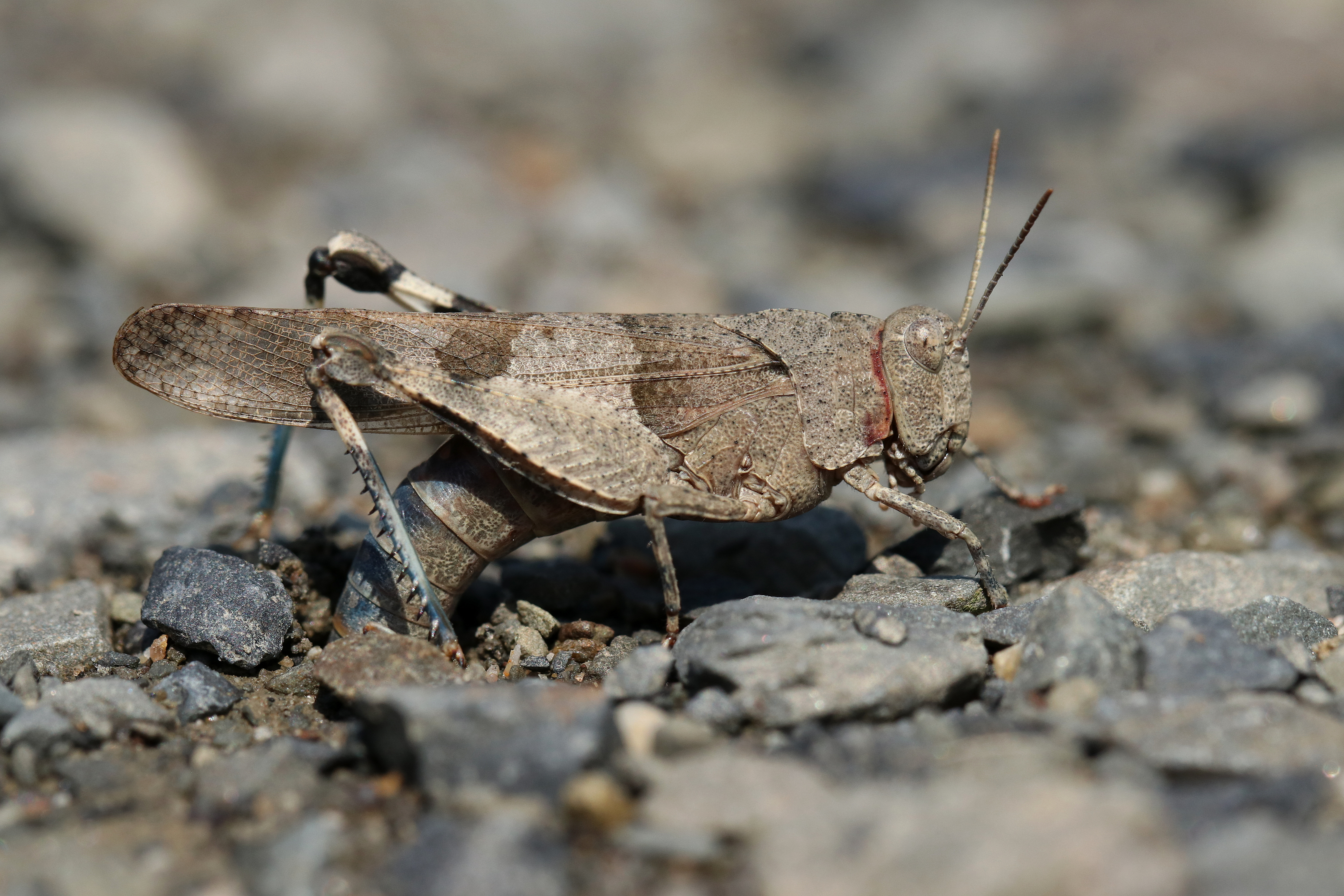
Weibchen bei der Eiablage

Anders als viele andere Kurz- und Langfühlerschrecken gibt es bei den Blaugeflügelten Ödlandschrecken kein Balzverhalten, welches einer Paarung vorausgeht. Die Männchen produzieren keinen Werbegesang und suchen stattdessen aktiv die Umgebung nach Weibchen ab. Haben sie ein Weibchen gefunden, kann es zu einem kurzen Zirpen kommen, die Regel ist allerdings, dass sich die Männchen einfach zu den Weibchen hinbewegen und diese besteigen. Ist das Weibchen paarungswillig, lässt es dies geschehen, im anderen Fall wehrt es das Männchen mit Tritten ab.
Eine interessante Beobachtung bei dieser Art ist, dass die Männchen offensichtlich nur ein sehr ungenaues Bild vom Aussehen ihrer Weibchen haben. Aus diesem Grund versuchen sie auch, sich mit anderen Heuschreckenweibchen oder auch einfach mit Holzstückchen oder anderen Gegenständen zu verpaaren, die sie auf ihrer Suche finden. Ihren Irrtum stellen sie erst beim Besteigen fest. Es kommt außerdem vor, dass mehrere Männchen gleichzeitig mit einem Weibchen kopulieren wollen und sich dadurch gegenseitig beim Besteigen behindern. Die Weibchen reagieren darauf meistens nach kurzer Zeit mit Paarungsunwilligkeit und wehren die Männchen mit den Hinterbeinen ab.
Die Eier werden kurz nach der Paarung von dem Weibchen im Boden abgelegt, wobei es seinen Hinterleib mit dem Eiablageapparat (Ovipositor) tief in die Erde bohrt. Die Eier überwintern und die Nymphen schlüpfen im Frühjahr des folgenden Jahres. Die Entwicklung verläuft bei den Männchen über vier, bei den Weibchen über fünf Häutungsstadien, wobei sich die Färbung der Haut mit den Häutungen der Färbung des Untergrundes annähert.

## Belege
1. ↑  Ralf Rombach: Oedipoda caerulescens (L.) auf einer Bergehalde nordöstlich von Aachen (Orthoptera, Saltatoria, Caelifera). In: Decheniana : Verhandlungen des Naturhistorischen Vereins der Rheinlande und Westfalens. Band 143, 1990, S. 390 (online)
2. ↑  Rote Liste der Heuschrecken Brandenburgs. In: Naturschutz und Landschaftspflege in Brandenburg. 8 (1), 1999 (PDF (Seite dauerhaft nicht mehr abrufbar, festgestellt im Dezember 2024. Suche in Webarchiven); 299 kB).
3. ↑  R. Höhnen, R. Klatt: Vorläufiger Verbreitungsatlas der Heuschrecken Brandenburgs. In: Märkische Entomologische Nachrichten. 1(2000), ISSN 1438-9665, S. 1–72.
4. ↑  I. Landeck, D. Wiedemann: Die Geradflüglerfauna (Dermaptera, Orthoptera) der Niederlausitzer Bergbaufolgelandschaft – Ein Beitrag zur Ökologie und Verbreitung der Arten. In: Articulata. 13 (1), S. 81–100.
5. ↑  C. Monnerat, P. Thorens T. Walter, Y. Gonseth: Rote Liste der Heuschrecken der Schweiz. Bundesamt für Umwelt, Bern, und Schweizer Zentrum für die Kartographie der Fauna. Bundesamt für Umwelt, Schweizer Zentrum für die Kartographie der Fauna, Neuenburg 2007.
6. ↑  Rote Liste Zentrum: Artensteckbrief Oedipoda caerulescens. Abgerufen am 15. Februar 2024.